# Chapelle Notre-Dame-de-la-Médaille-Miraculeuse de Paris
Pour les articles homonymes, voir chapelle Notre-Dame-de-la-Médaille-Miraculeuse.
La chapelle Notre-Dame-de-la-Médaille-Miraculeuse, ou chapelle de la rue du Bac, est une chapelle située dans le quartier Saint-Thomas-d'Aquin du 7e arrondissement de Paris, au 140, rue du Bac, desservant la Maison des Filles de la Charité.
Initialement, cette chapelle est la chapelle privée du couvent des Filles de la charité, construite en 1815, lors de l'établissement de leur couvent sur ce lieu. À la suite des apparitions mariales à Catherine Labouré en 1830, puis avec le succès très rapide de la Médaille miraculeuse à partir de 1834, la chapelle est progressivement agrandie et ouverte au public, devenant un lieu de pèlerinage important. Aujourd'hui, la chapelle est fréquentée par deux millions de visiteurs par an, ce qui en fait l'un des dix lieux culturels les plus visités à Paris.
À noter que la chapelle contient les reliques de sainte Catherine Labouré (voyante des apparitions) ainsi que de sainte Louise de Marillac (fondatrice de la congrégation des Filles de la Charité). Le cœur de saint Vincent de Paul est également exposé dans cette chapelle.

## Historique
Le nom de « chapelle de la Médaille-Miraculeuse » n'est pas le nom originel de la chapelle, mais un nom qui lui a été attribué plusieurs années après sa construction, à la suite des apparitions de la Vierge dans cette même chapelle, mais surtout la diffusion de la Médaille miraculeuse quelques années plus tard, avec un succès très rapide. C'est cette médaille, diffusée à partir de ce lieu, qui a donné son nom actuel à la chapelle.

### Construction et rénovations de la chapelle
En 1813, les Filles de la charité de saint Vincent de Paul installent leur « maison-mère » dans l'ancien hôtel de Châtillon, sur décision de Napoléon Ier. La chapelle, aussitôt mise en construction, est achevée et consacrée le 6 août 1815, en étant dédiée au Sacré-Cœur de Jésus,.
La « maison mère du couvent » est le lieu où les jeunes postulantes viennent faire leur noviciat. La taille originale de la chapelle, ainsi que le très grand nombre de novices du couvent (on en comptait plus de 500 dans les années 1850) empêche les religieuses d'ouvrir leur chapelle au public ,.
Après les apparitions de la Vierge  en 1830, et la diffusion de la Médaille miraculeuse (en 1832) qui amène une grande affluence à la chapelle, celle-ci  est agrandie en 1849 par l'architecte Gallois. Pour fêter le centenaire des apparitions mariales dans la chapelle, l'architecte Richardière effectue un nouvel agrandissement en 1930 par l'ajout d’un bas-côté surmonté de deux tribunes superposées. À l'occasion de ces travaux d'agrandissement, une rénovation totale de la chapelle est effectuée, lui donnant son aspect actuel. De nouveaux travaux sont réalisés en 1979-1980, et les derniers remontent à 2009, la chapelle étant alors fermée au public pendant plusieurs mois.
En 1933, la châsse contenant Catherine Labouré est placée dans la chapelle, au pied de la statue de la « Vierge au globe », réalisée par Maxime Real del Sarte.

### Les apparitions

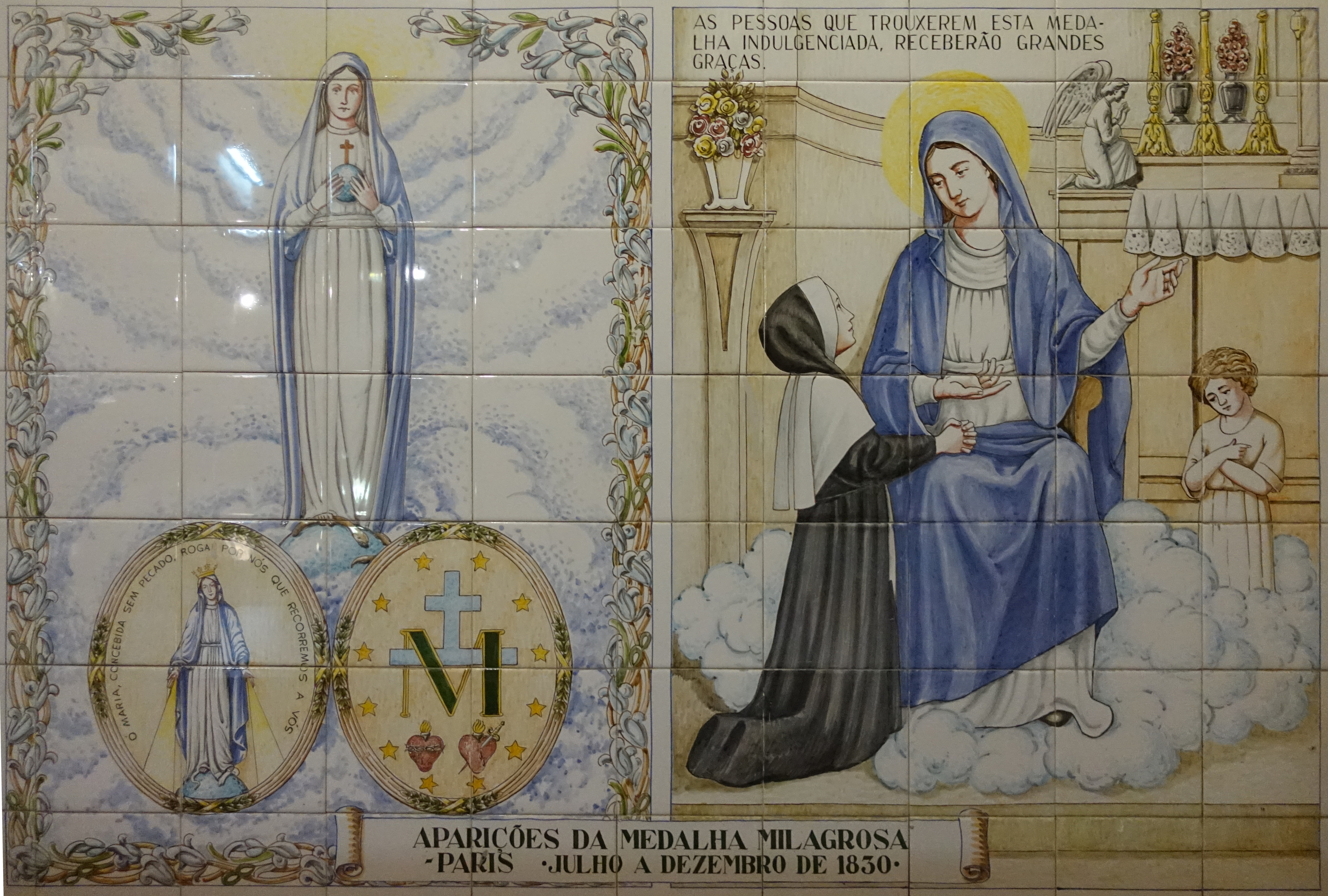
Azulejos représentation les apparitions de la Vierge à sainte Catherine Labouré.

La chapelle est mondialement connue pour des événements survenus en 1830 : l'apparition de la Vierge à une jeune religieuse : Catherine Labouré. Ces apparitions mariales n'ont pas fait l'objet d'une enquête canonique par l'Église catholique, et elle n'ont pas « canoniquement été reconnues » par l’Église non plus. Mais indirectement, l’Église catholique a donné des signes de reconnaissance et officiellement encouragé la dévotion à la Vierge, suivant le témoignage de la religieuse. Le récit des événements n'est connu que par le témoignage écrit et oral de cette seule religieuse.
Catherine Labouré raconte que la nuit du 18 juillet 1830, elle est réveillée par un petit enfant qui lui dit : « Ma sœur, tout le monde dort bien ; venez à la chapelle ; la Sainte Vierge vous attend ». Croyant rêver, Catherine se lève, s'habille et suit l'enfant « portant des rayons de clarté partout où il passait ». Arrivée à la chapelle, Catherine entend bientôt « comme le froufrou d'une robe de soie » s'approcher d'elle. C'est la Sainte Vierge, resplendissante, qui vient s'assoir dans l'église, et la religieuse s'approche d'elle et s'agenouille à ses côtés. La Vierge va lui parler pendant deux heures, lui confiant que Dieu a une difficile mission pour elle,.
Le 27 novembre 1830, Catherine rapporte que la sainte Vierge revient lors de l'oraison du soir. La Vierge se tenait debout sur un globe, écrasant du pied un serpent, et portant à ses doigts des anneaux de différentes couleurs d'où jaillissaient des rayons de lumière sur le globe. Tout autour apparaissaient les mots « Ô Marie conçue sans péché, priez pour nous qui avons recours à vous », et la Vierge dit : « C'est l'image des grâces que je répands sur les personnes qui me les demandent », et pour expliquer les anneaux qui ne projetaient pas de rayons, elle ajoute : « C'est l'image des grâces que l'on oublie de me demander ». Puis le tableau parait se retourner. C'est le revers de la médaille : un grand M, initiale de Marie, surmonté de la Croix. Au-dessous, deux cœurs : celui de Jésus, couronné d'épines, et celui de Marie, percé par un glaive, douze étoiles entourant ce tableau,.
Catherine entend alors Marie lui demander de porter ces images à son confesseur, en lui disant de les frapper sur des médailles car « tous ceux qui la porteront recevront ces grâces »,.

### La médaille miraculeuse

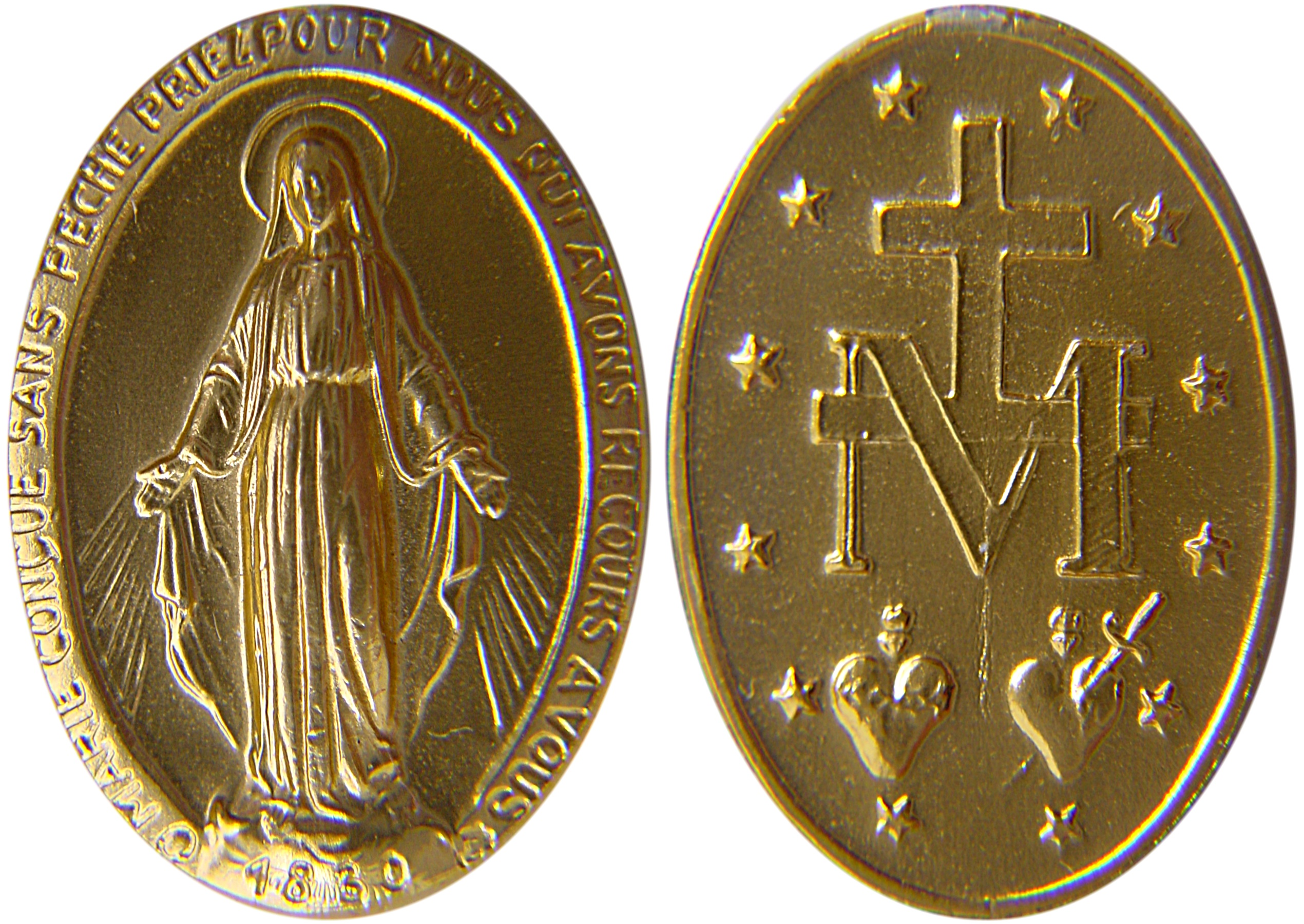
Les deux faces de la médaille miraculeuse conçue par l'orfèvre parisien Adrien Vachette.

Après deux ans d'enquête et d'observation de la conduite de Catherine, le prêtre informe l'archevêque de Paris, sans lui révéler l'identité de la religieuse, de la demande de faire réaliser une médaille. La requête est approuvée et les médailles sont frappées. Elles deviennent extrêmement populaires, notamment durant l'épidémie de choléra de 1832 : en quelques années, plusieurs millions de médailles sont diffusées dans le monde. Très vite des « miracles » sont rapportés et attribués à cette médaille. Un des « miracles » les plus retentissants, et qui sera reconnu par l'Église catholique après un procès canonique, est la conversion d'un juif, Alphonse Ratisbonne, en 1842. Sa conversion, puis son entrée dans l'Ordre des Jésuites, seront largement médiatisées.

### Événements particuliers, et grandes dates
Le 31 décembre 1876, dans les jours qui suivent la mort de sœur Catherine Labouré, la foule se presse devant son cercueil. Une pauvre femme amène, dans une caisse montée sur roulettes, son fils de douze ans, infirme de naissance. Elle veut que son fils s'approche du cercueil, et  l'enfant se relève sur ses jambes. Ce premier « miracle » attribué à la religieuse vient asseoir encore un peu plus la notoriété du lieu.
Le 31 mai 1980, le pape Jean-Paul II, en visite à Paris, se rend à la chapelle pour y prier.

## Description

### Extérieur de la chapelle
L'accès à la chapelle se fait par une porte cochère, depuis le numéro 140 de la rue du Bac. Ce passage donne accès à une allée bordée de statues qui conduit à la chapelle. Un petit clocher à abat-son, posé sur le toit de la chapelle, est en partie visible depuis l'allée. La chapelle est cernée et encastrée par toute une série de bâtiments dédiés à la congrégation religieuse. Au-delà de cette chapelle se trouve un cloître non accessible au public,.

Vues de la cour intérieure menant à la chapelle
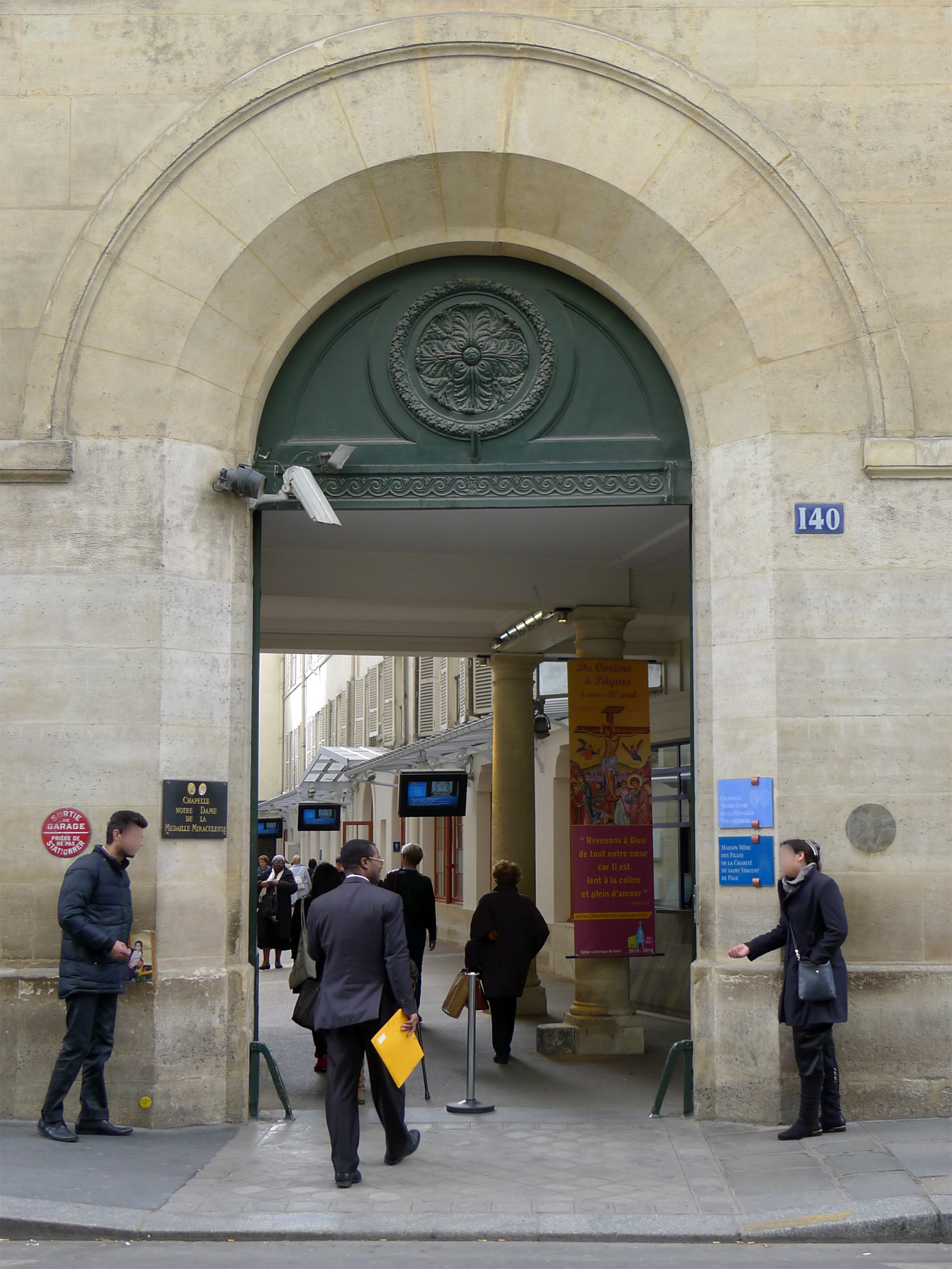
Porche d'entrée.
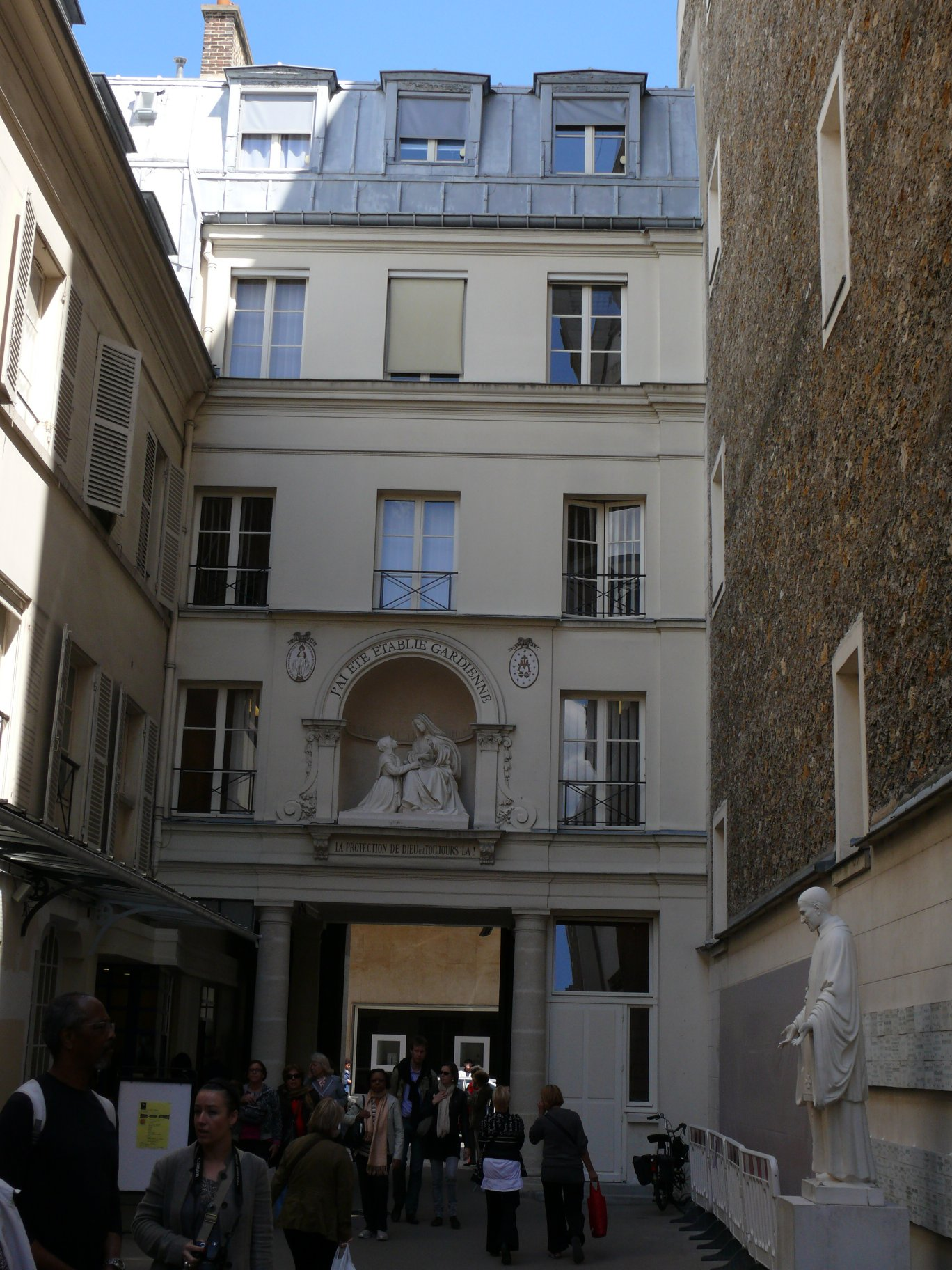
Vue du porche, depuis l'intérieur.
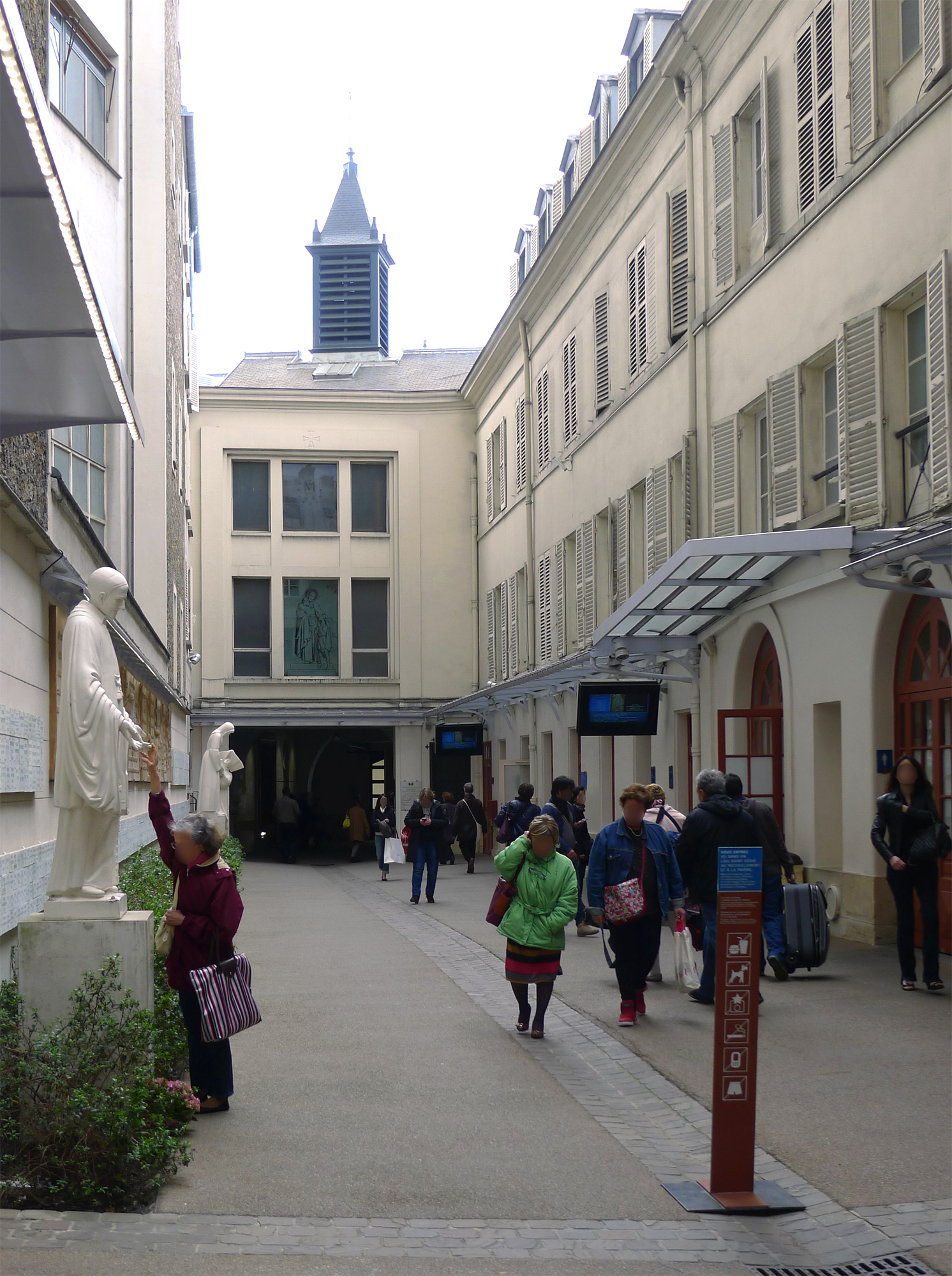
Cour intérieure.
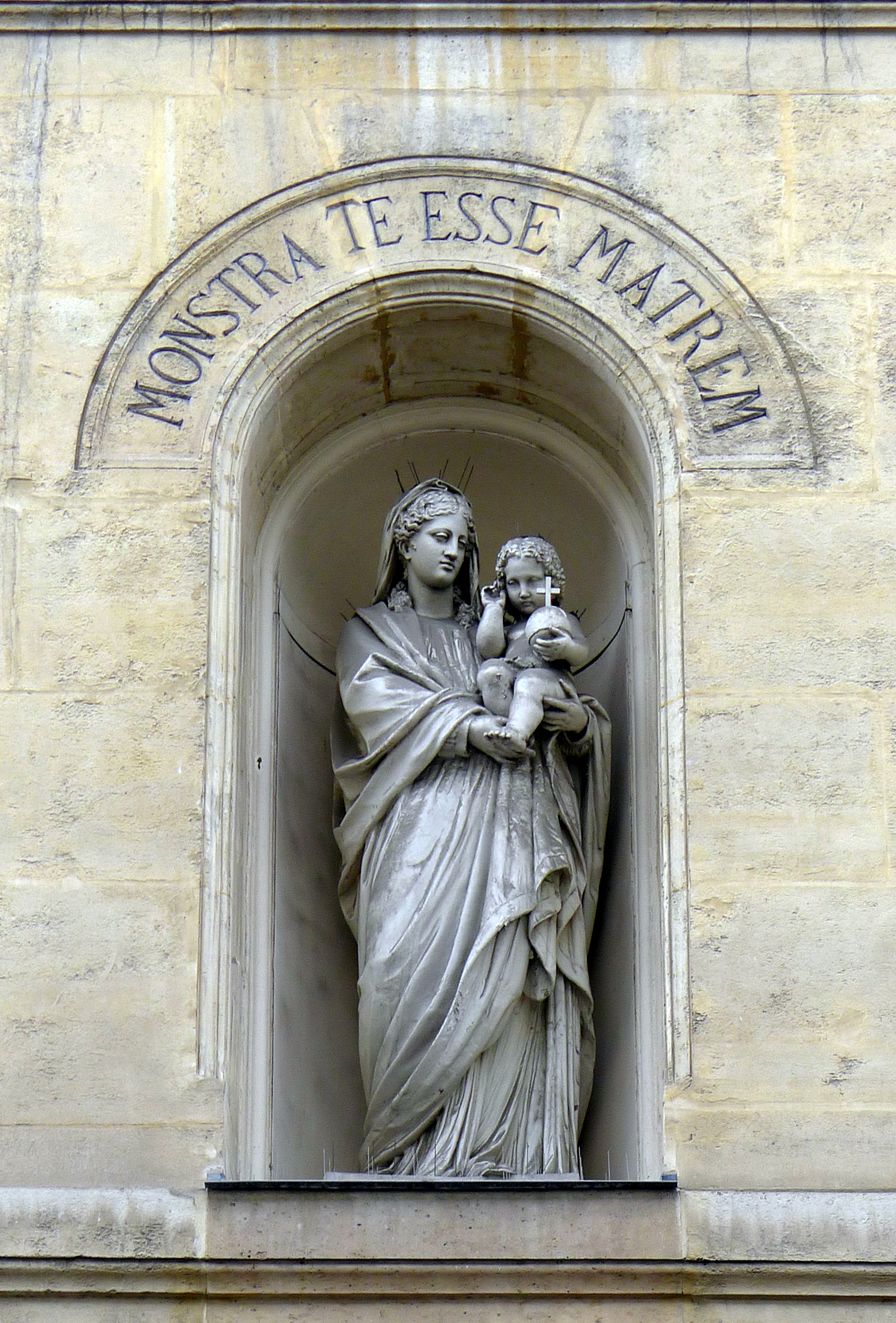
Statue de la Vierge.
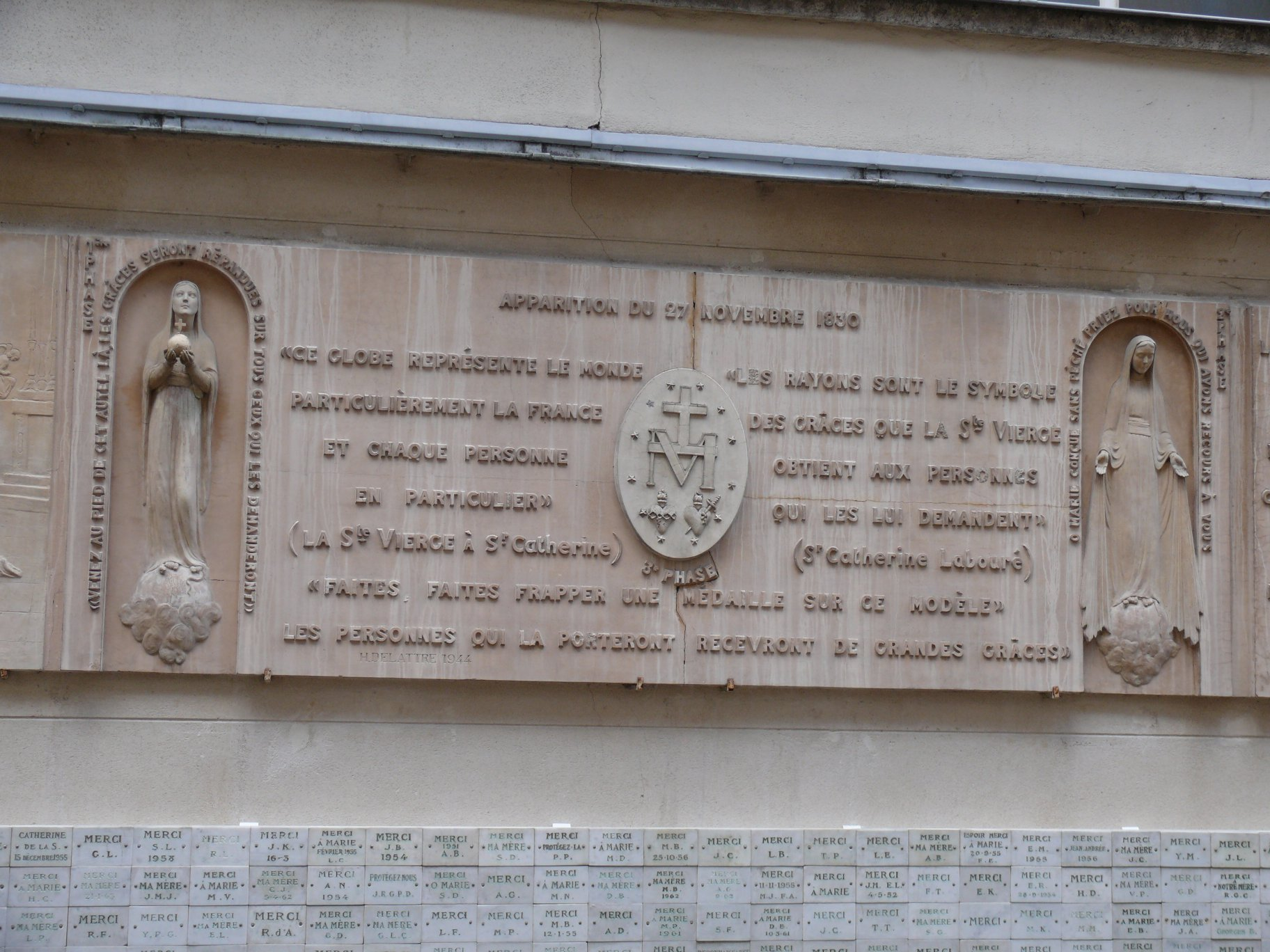
Panneau explicatif des apparitions.
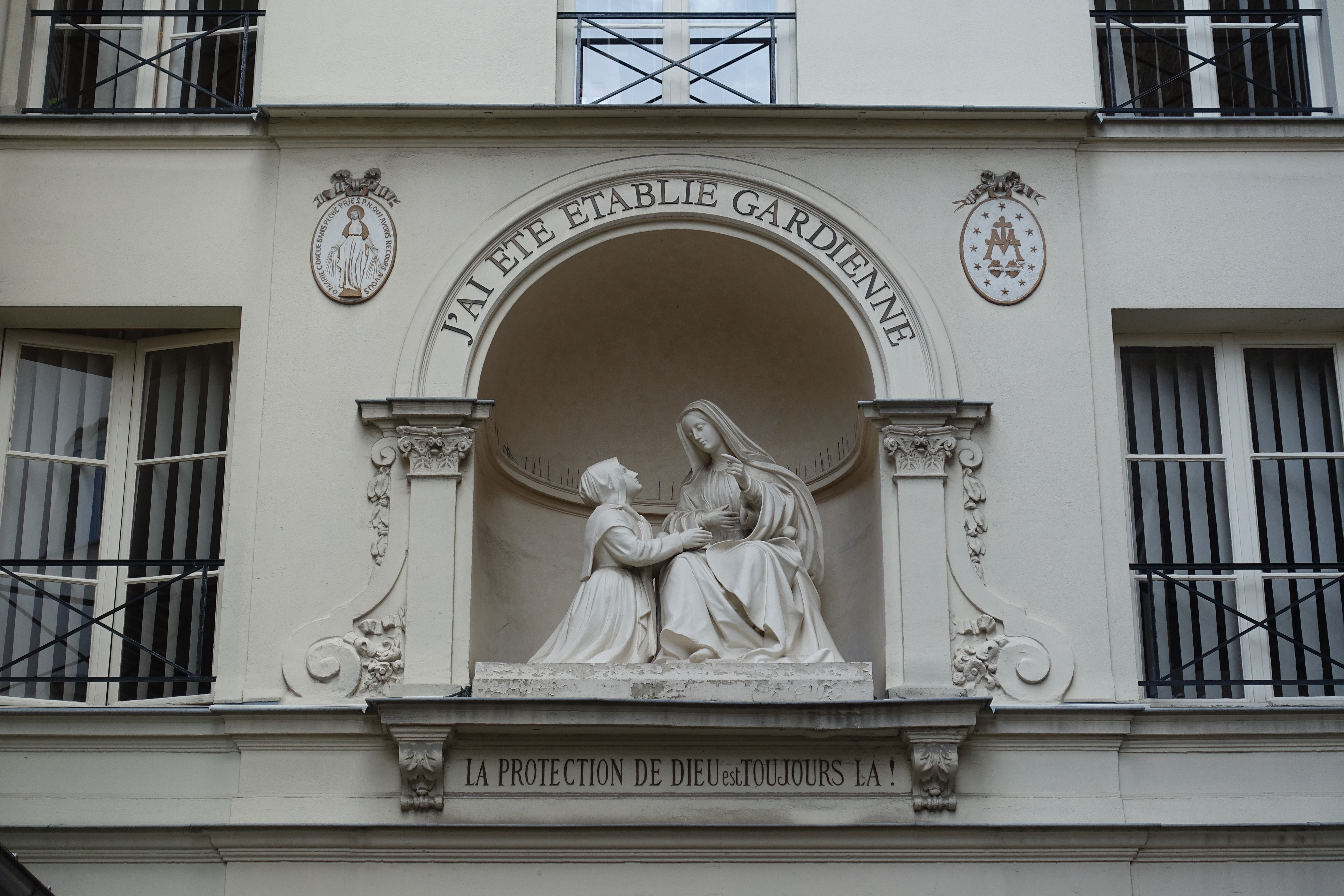
Statue de la première apparition de la Vierge.
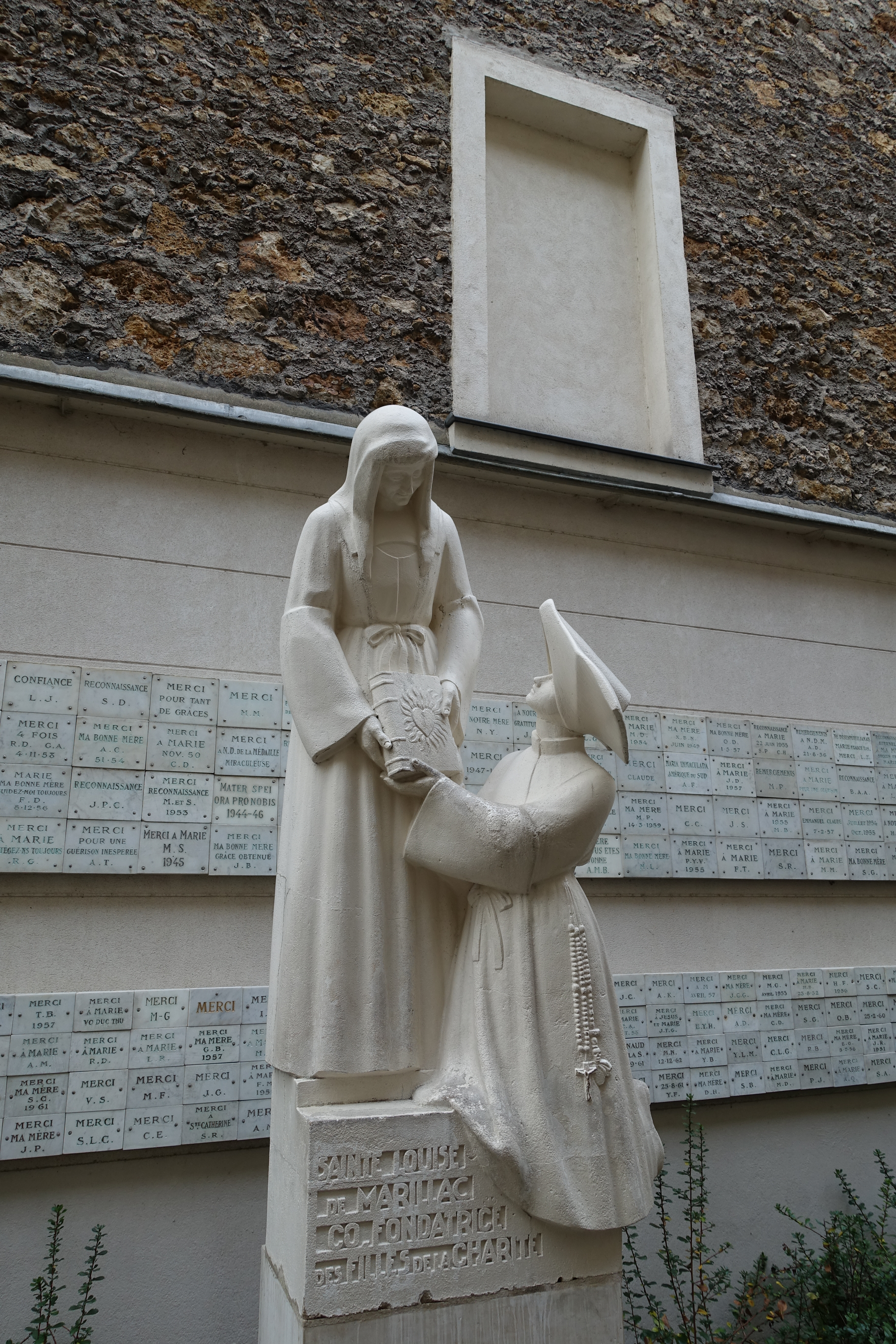
Statue de sainte Louise de Marillac.
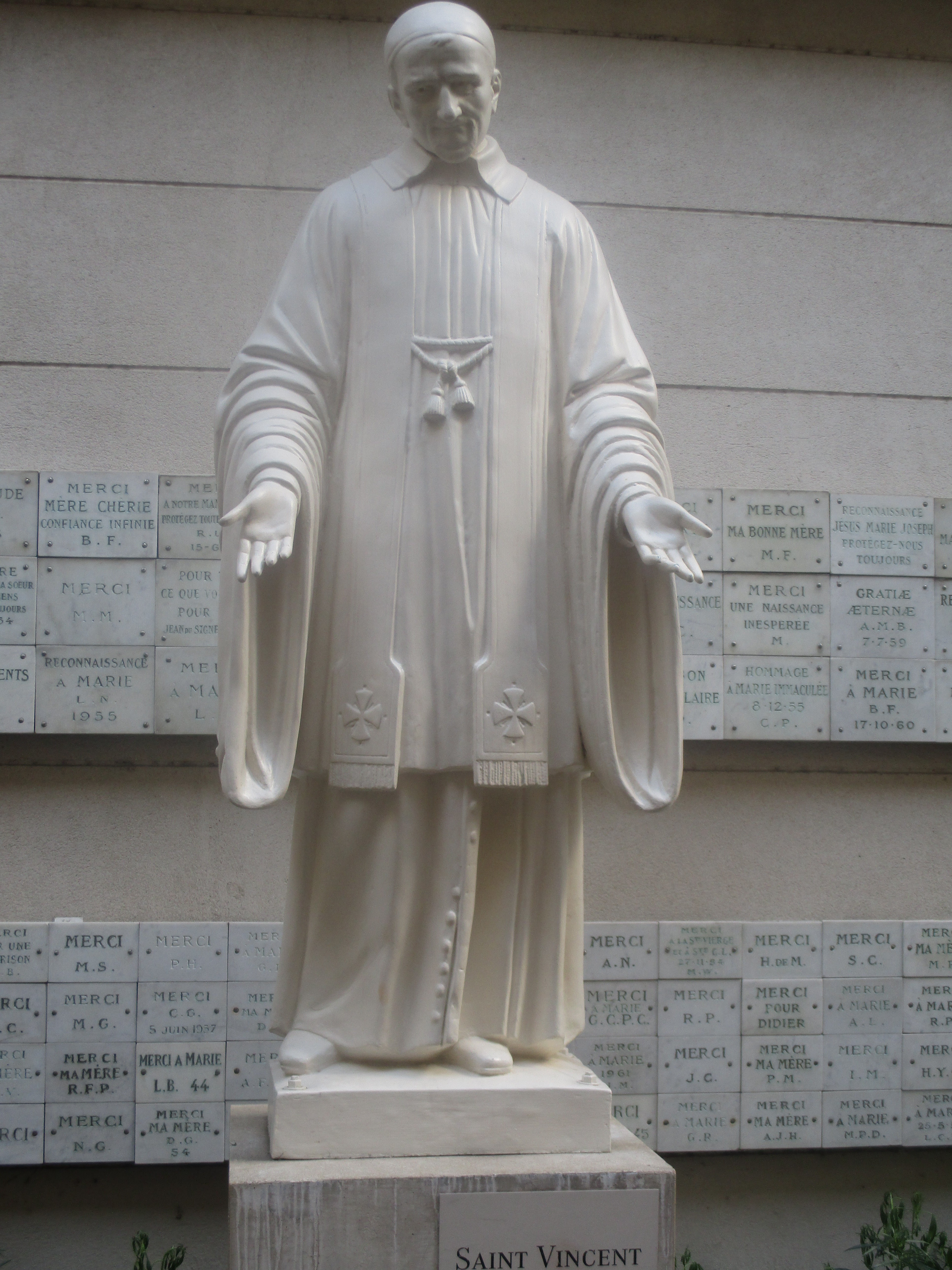
Statue de Saint Vincent de Paul.

### La chapelle
La chapelle a un plan quadrangulaire composé d'une nef flanquée de bas-côtés simples se terminant par un chœur très peu profond (réduit à une simple niche) et plus étroit que le reste de l'édifice. Les bas-côtés sont surmontés de tribunes, la nef est couverte d'une voûte en berceau plein cintre, le chœur est couvert d'une coupole aveugle sur pendentifs. Le chœur est précédé par un arc triomphal peint, "a fresco", par André Mériel-Bussy.
La chapelle présente la particularité d'avoir des mezzanines sur 3 étagesdans chacune de ses nefs latérales. Sa décoration, réduite, se limite à quelques statues mises en valeur par des décors très colorés et par une fresque entourant le chœur. Un orgue de tribune figure à sa place habituelle, c'est-à-dire dans la nef centrale face au chœur.
Une fresque bleutée de la première apparition surmonte l’autel central. Les dorures entourent deux statues de marbre : la Vierge au rayon, symbole de la première apparition, et la Vierge au globe, symbole de la deuxième, située au-dessus de la châsse de Catherine Labouré.
Aujourd'hui la chapelle a une capacité de 1 000 places.

Intérieur de la chapelle
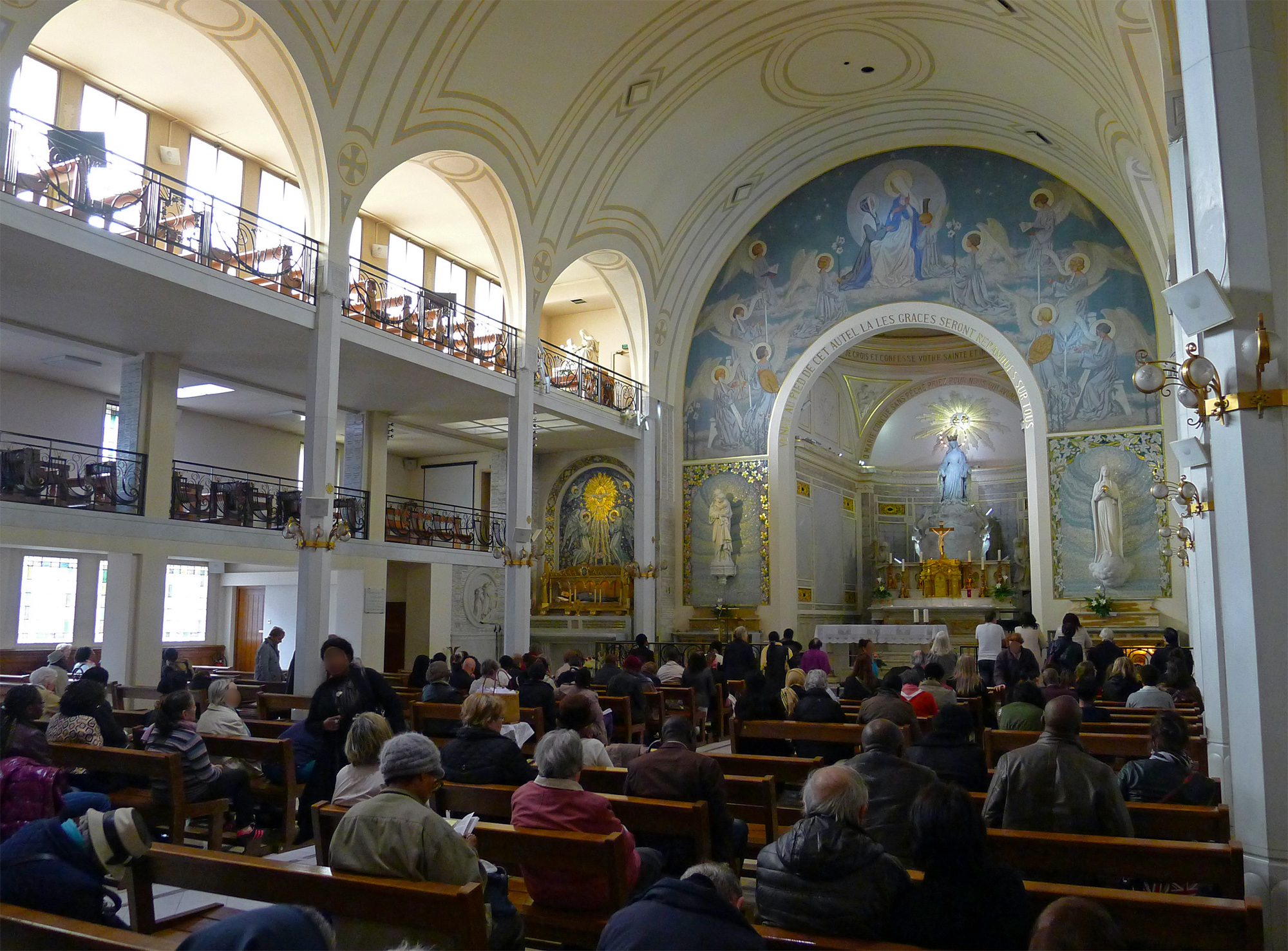
Nef et assistance.
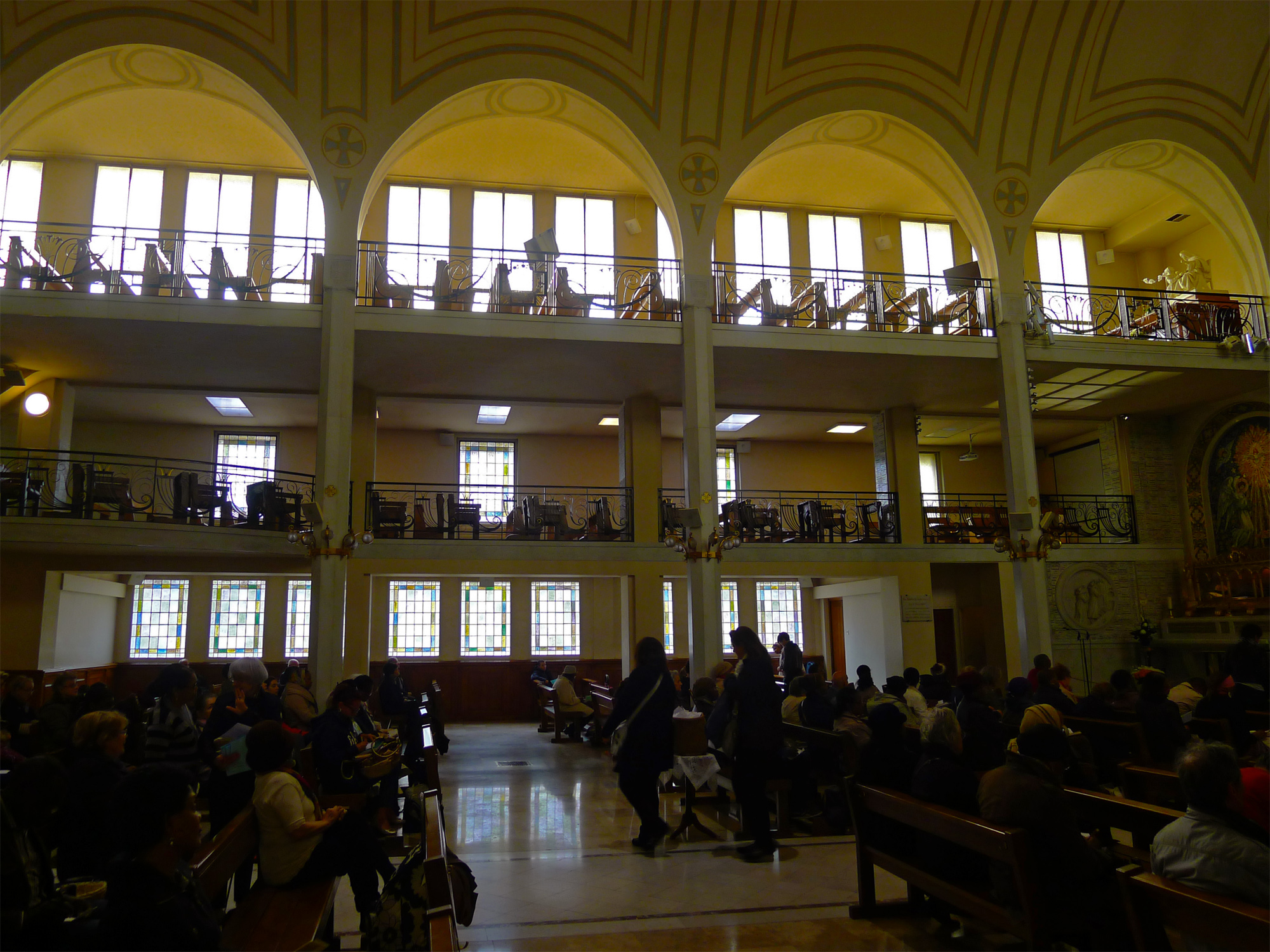
Nef et travées.
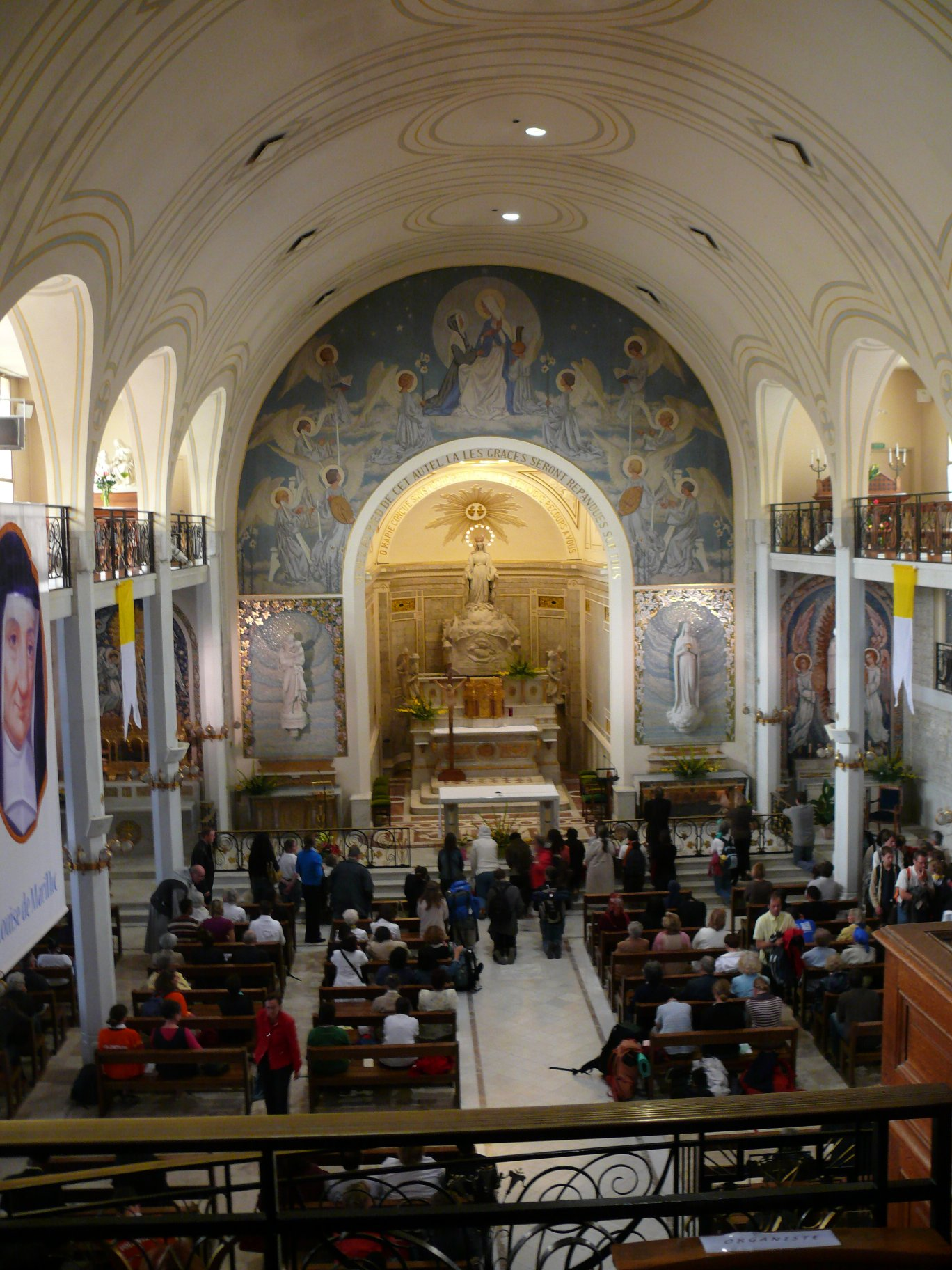
La nef, vue de la tribune.
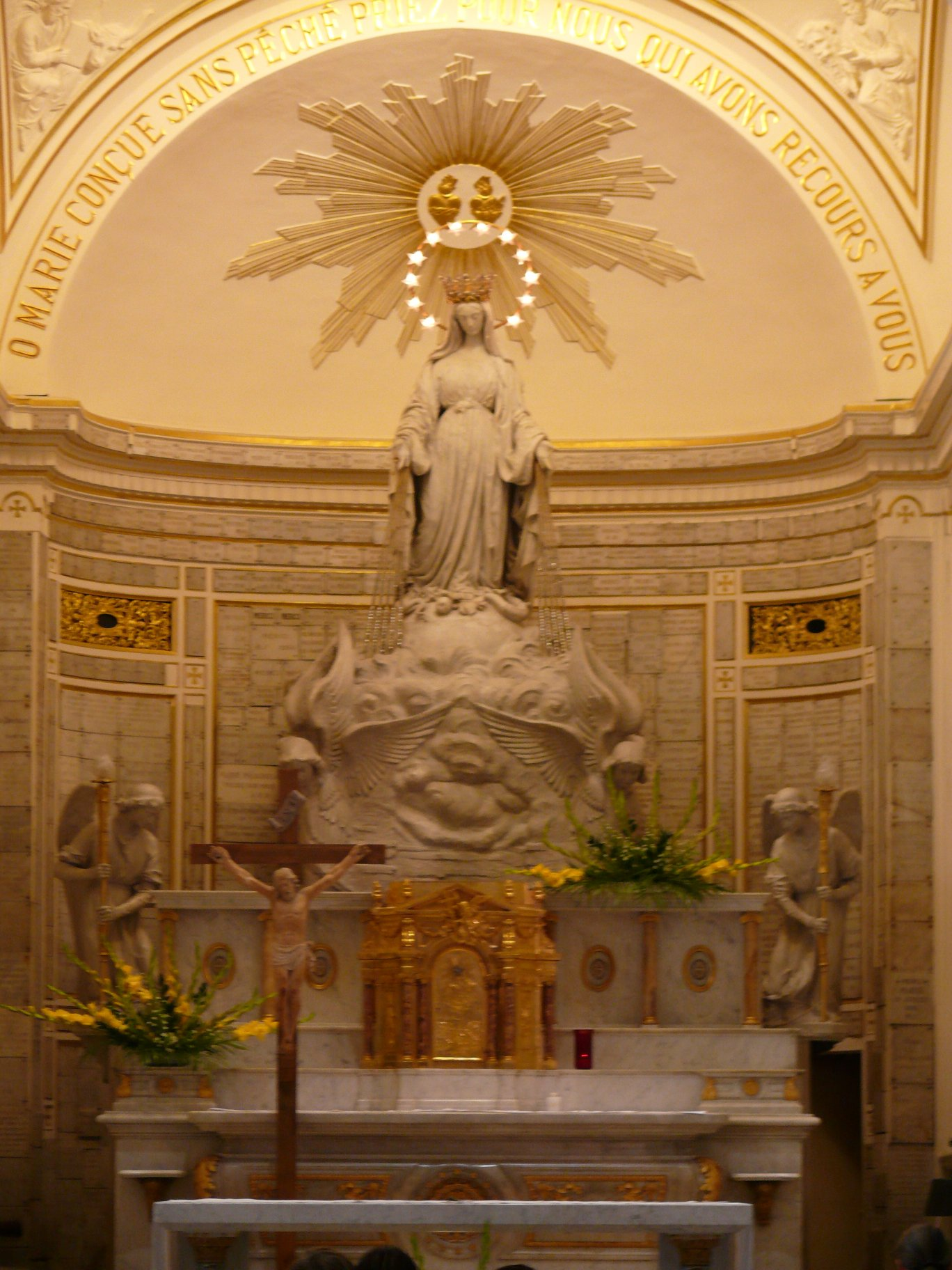
Le chœur et l'autel.
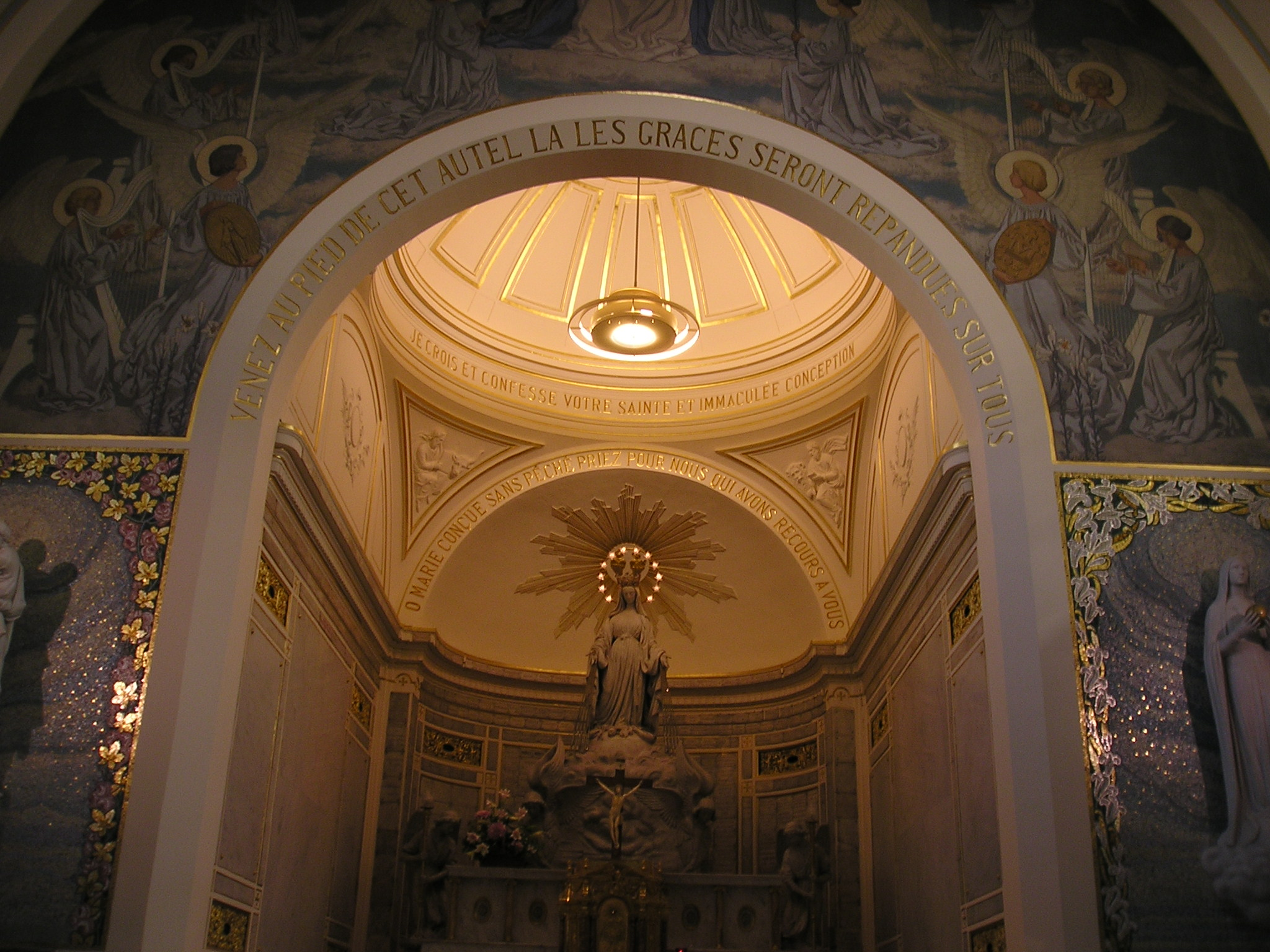
Vue de la coupole, au-dessus du chœur.
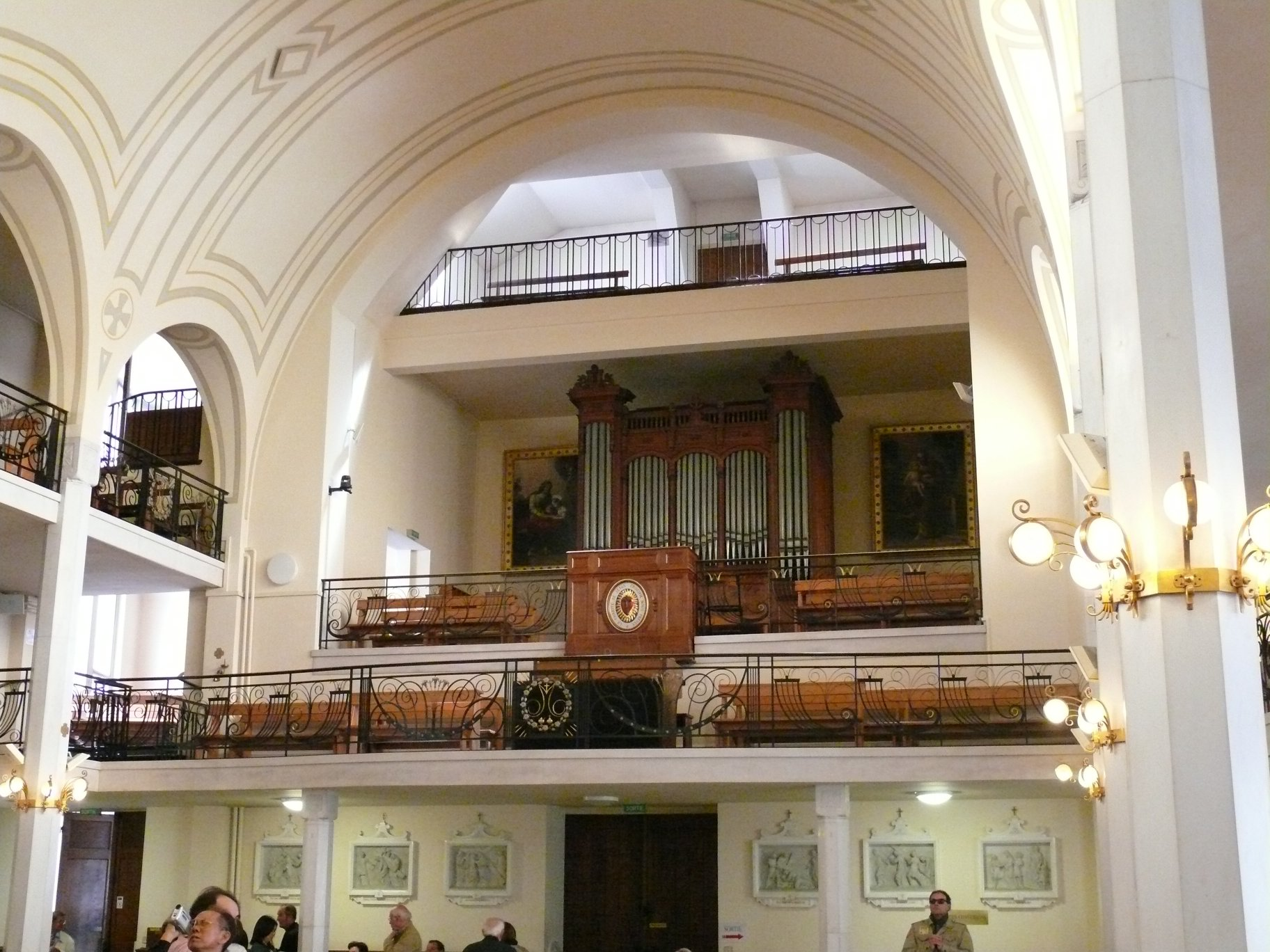
Vue de l'orgue et de la tribune dans la nef principale.
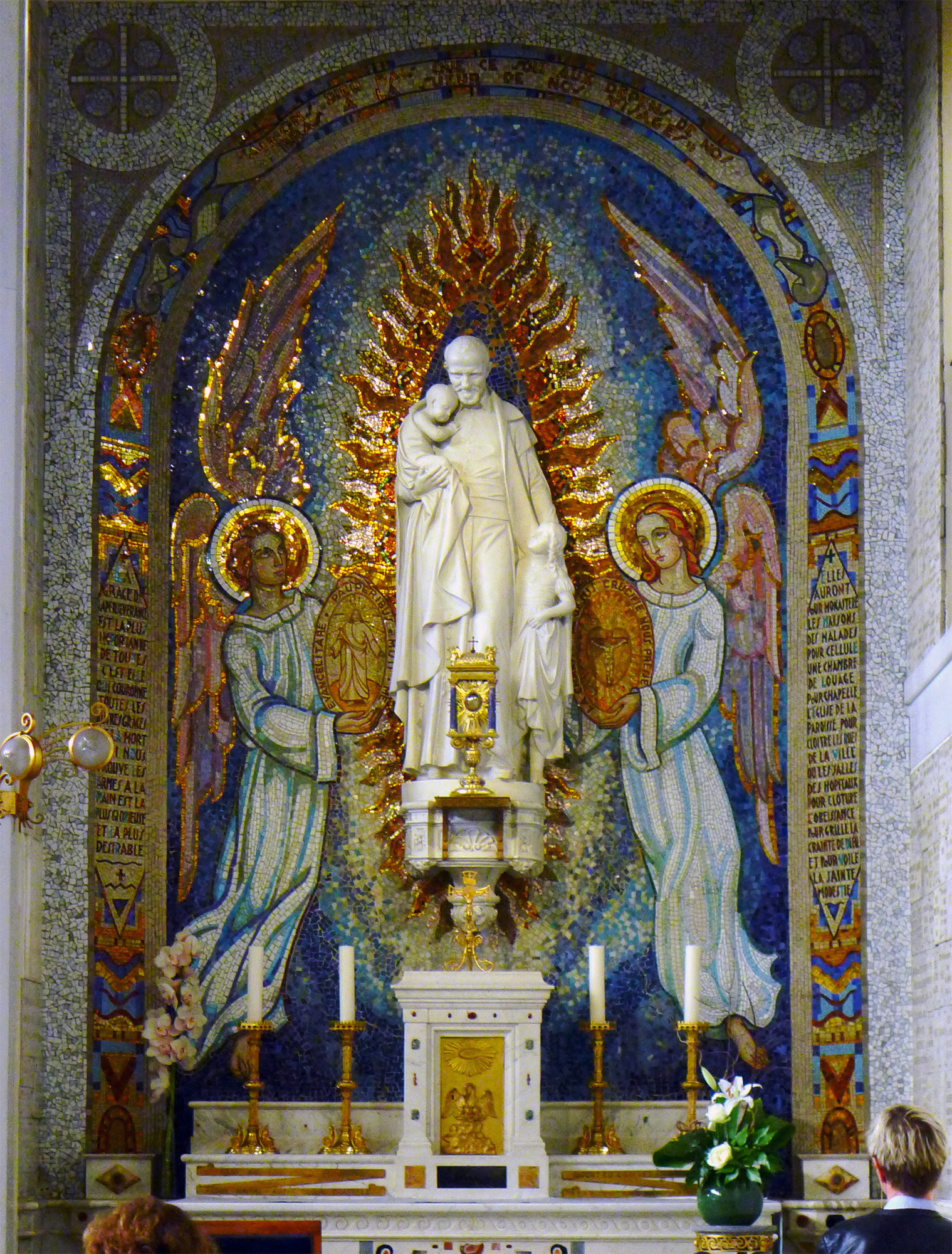
Statue et autel dédié à saint Vincent de Paul.
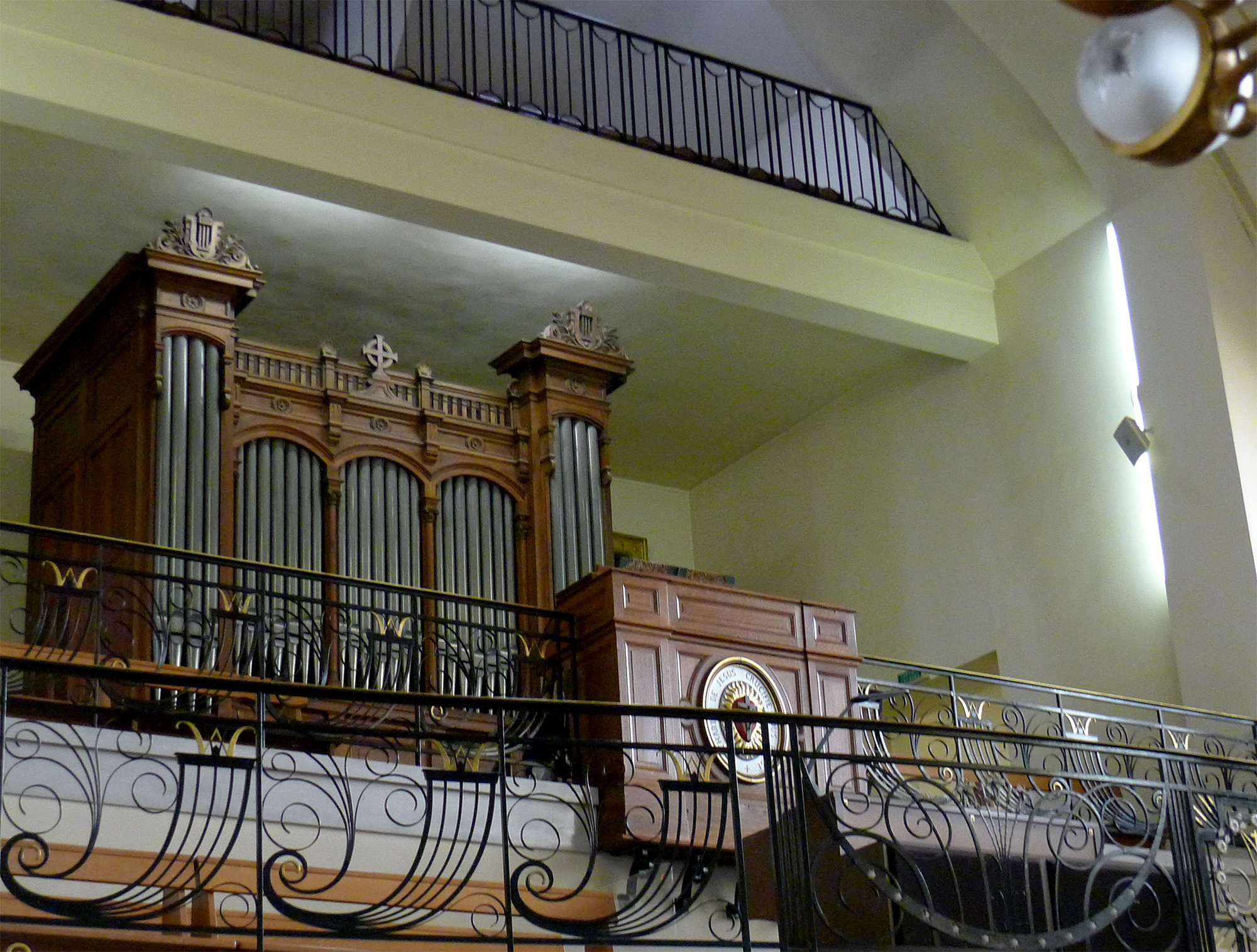
Orgue de tribune.
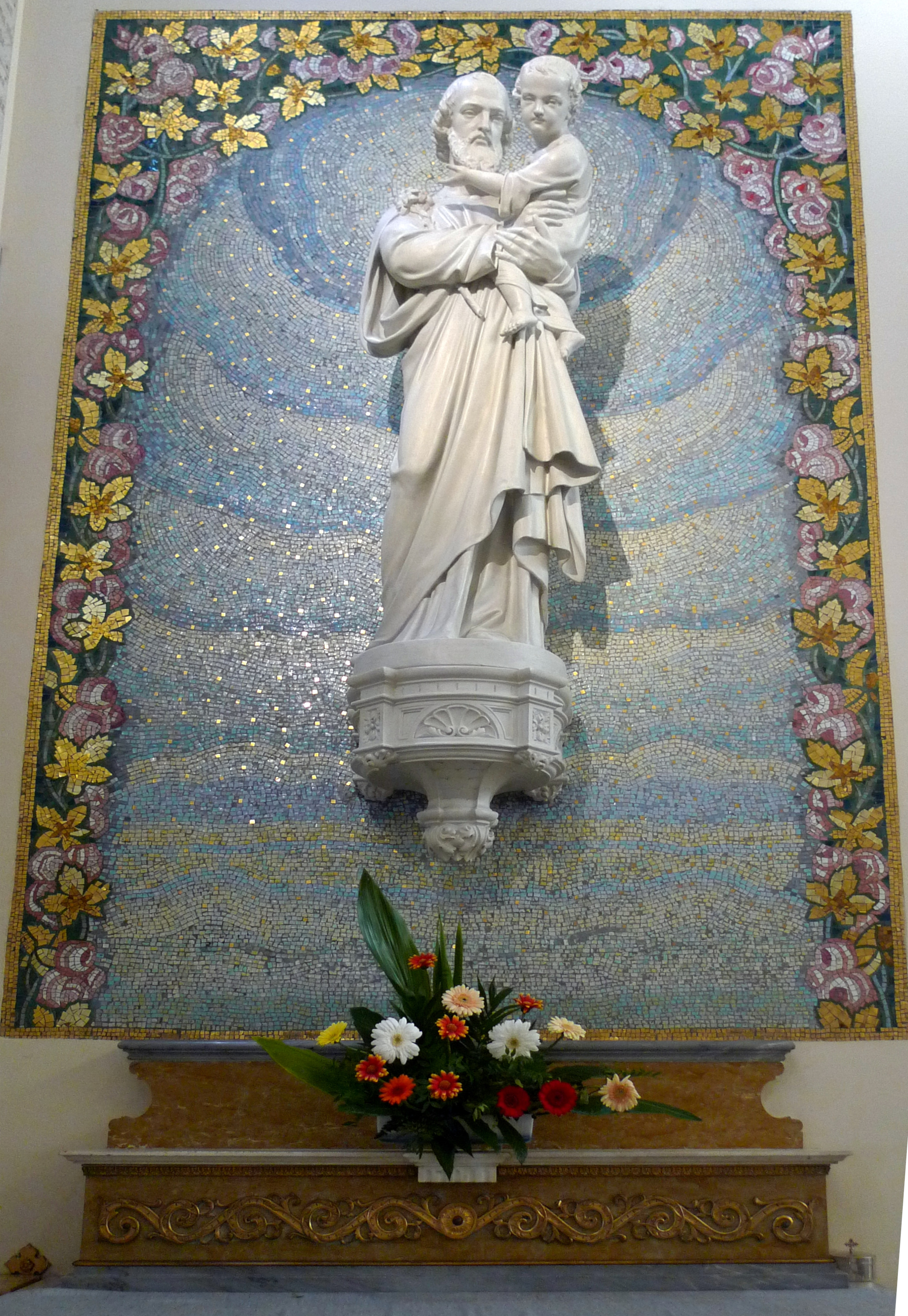
Statue de saint Joseph.
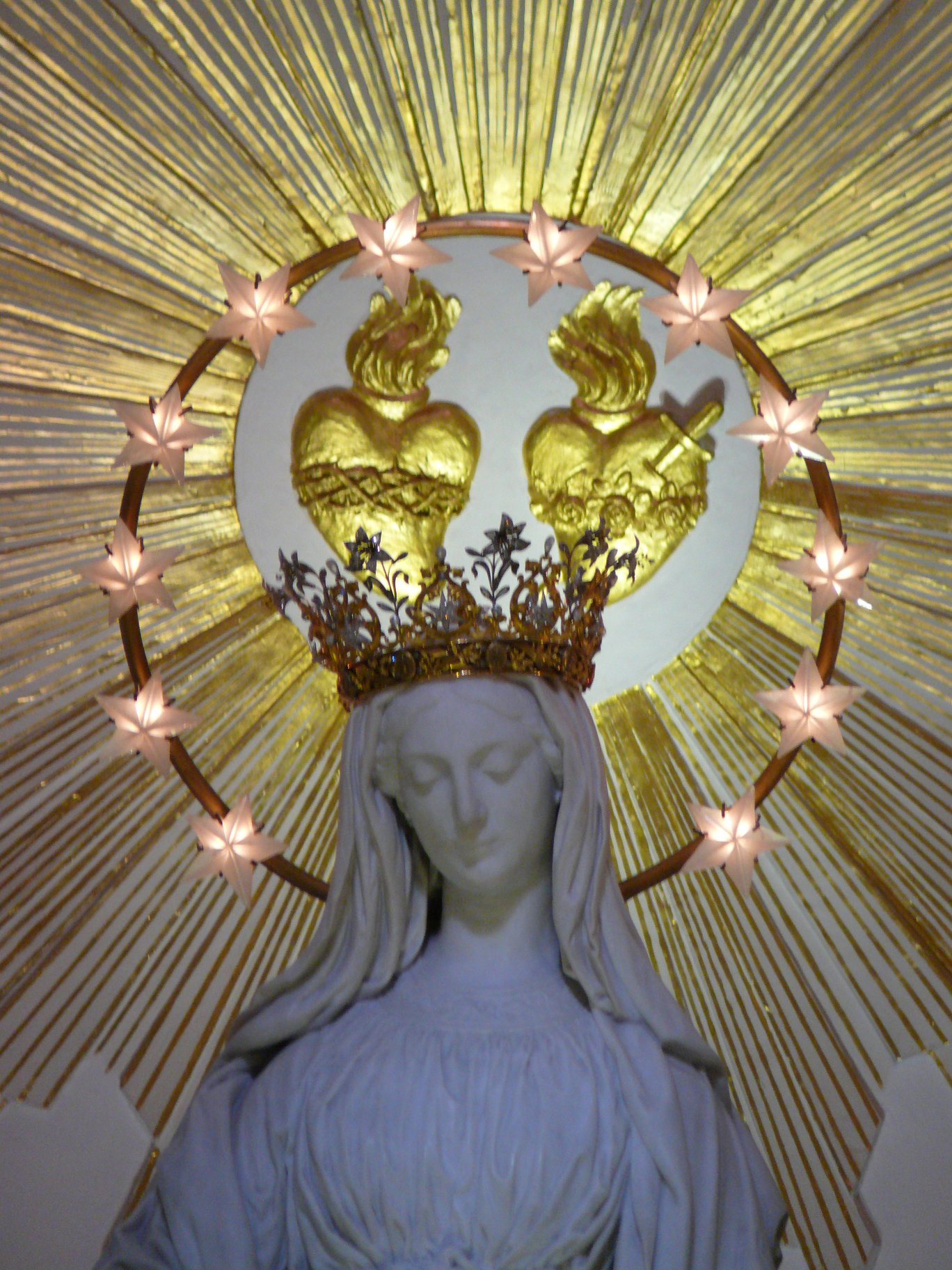
Détail des cœurs de Jésus et Marie, au-dessus de l'autel principal.

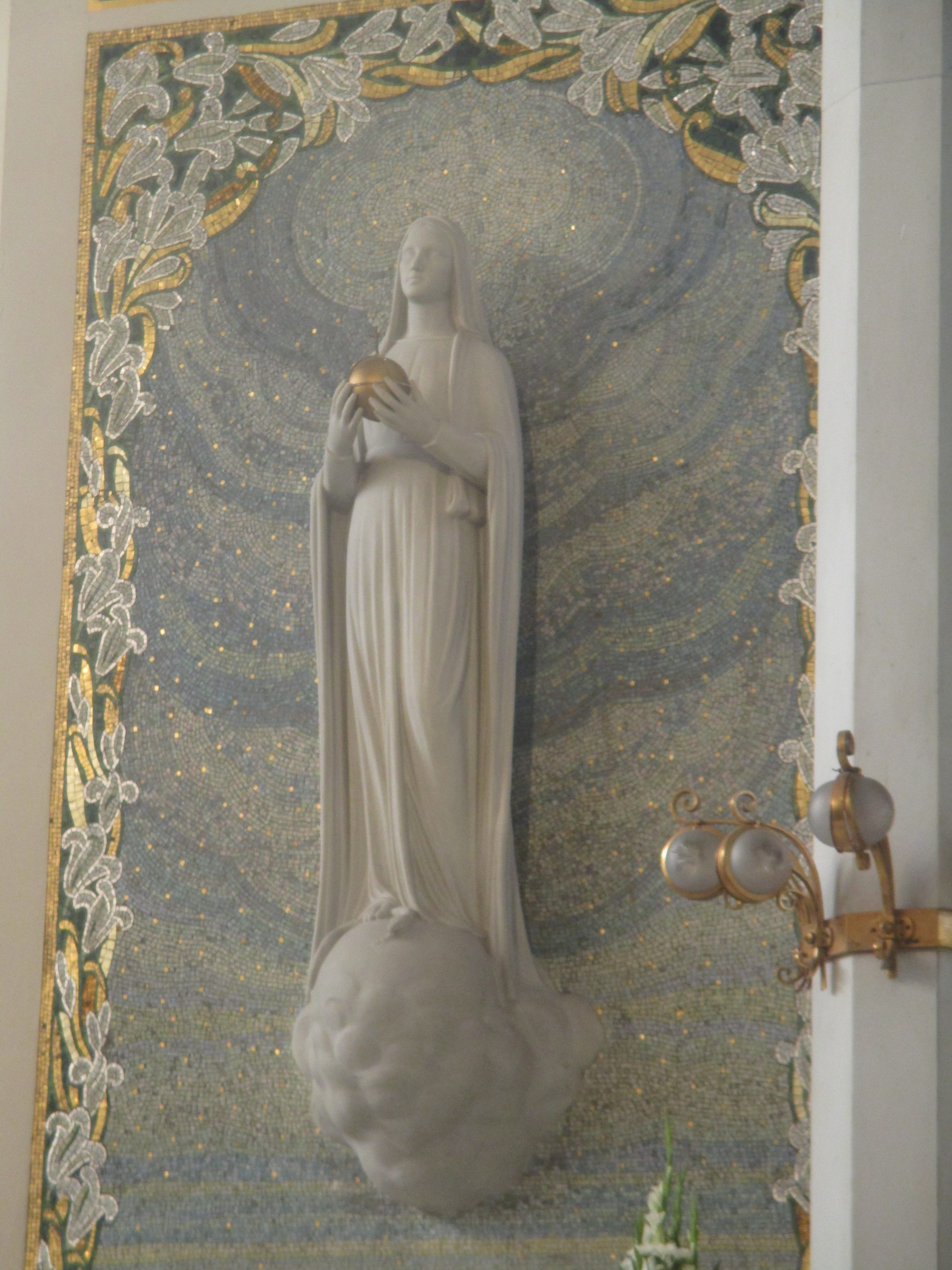
Statue de la Vierge portant le globe, dans la chapelle.

#### La Vierge au globe
La statue de la « Vierge au globe » est réalisée plusieurs années après le tirage des première médailles, en réponse à la demande de sœur Catherine de réaliser cette statue, d'après sa vision lors de l'apparition, pour répondre à la demande que lui aurait fait la Vierge, et la promesse, rapportée par la religieuse, de la Vierge : « Je répandrais ces grâces sur les personnes qui me les demandent ».
La statue est située dans la nef principale, à droite de l'autel principal.

#### Sépultures et reliques
Le corps de Catherine Labouré est exhumé en 1933, à l'occasion de sa béatification. Son corps, retrouvé parfaitement conservé, est installé dans une châsse de bronze, installée dans la chapelle. Le corps de sainte Louise de Marillac repose également dans cette chapelle, dans une châsse située à gauche de l'autel. Autre relique de saint lié à la congrégation des Sœurs de la Charité : le cœur de saint Vincent de Paul est également conservé et exposé dans cette chapelle.

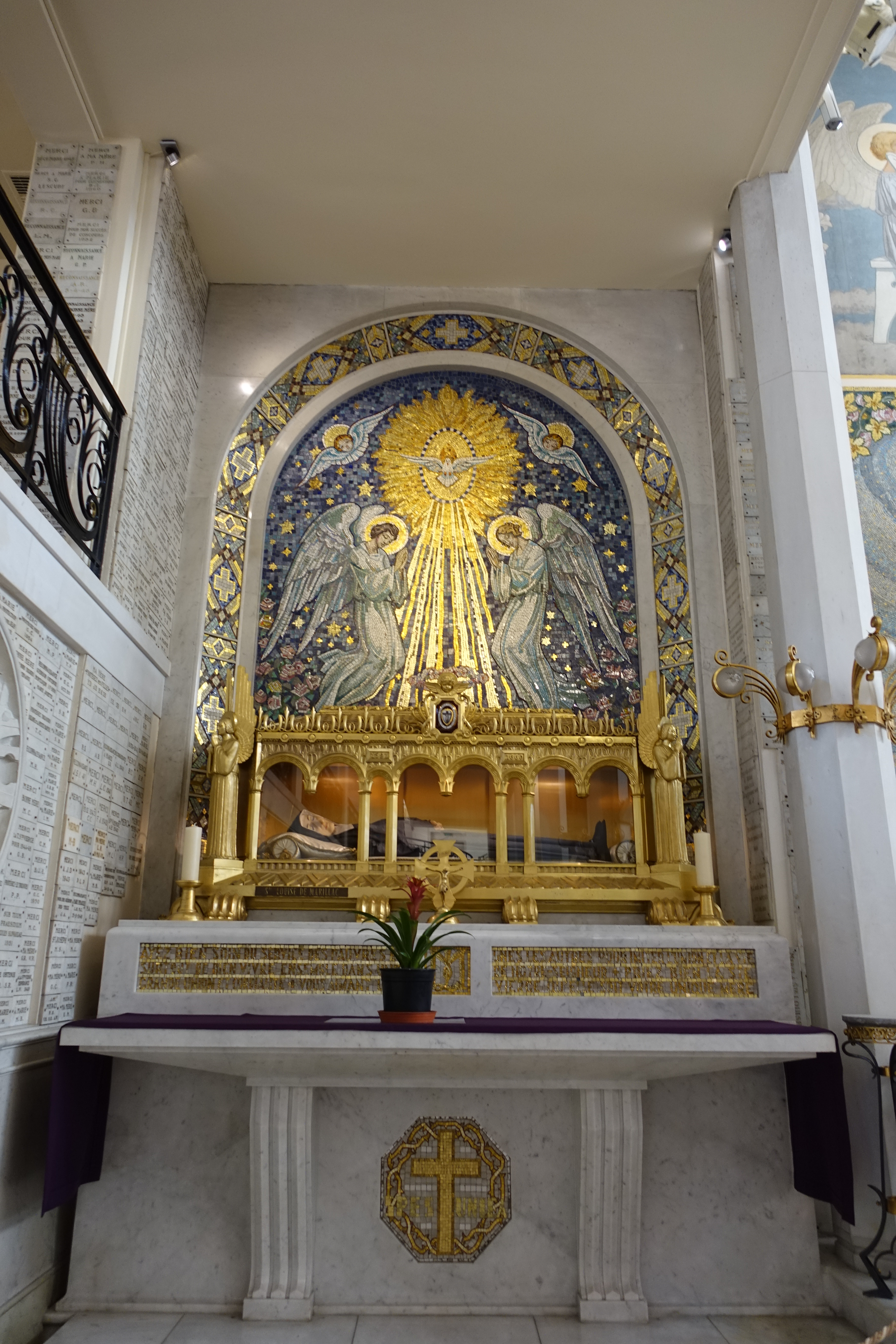
Châsse de sainte Louise de Marillac installée sur la nef latérale gauche.
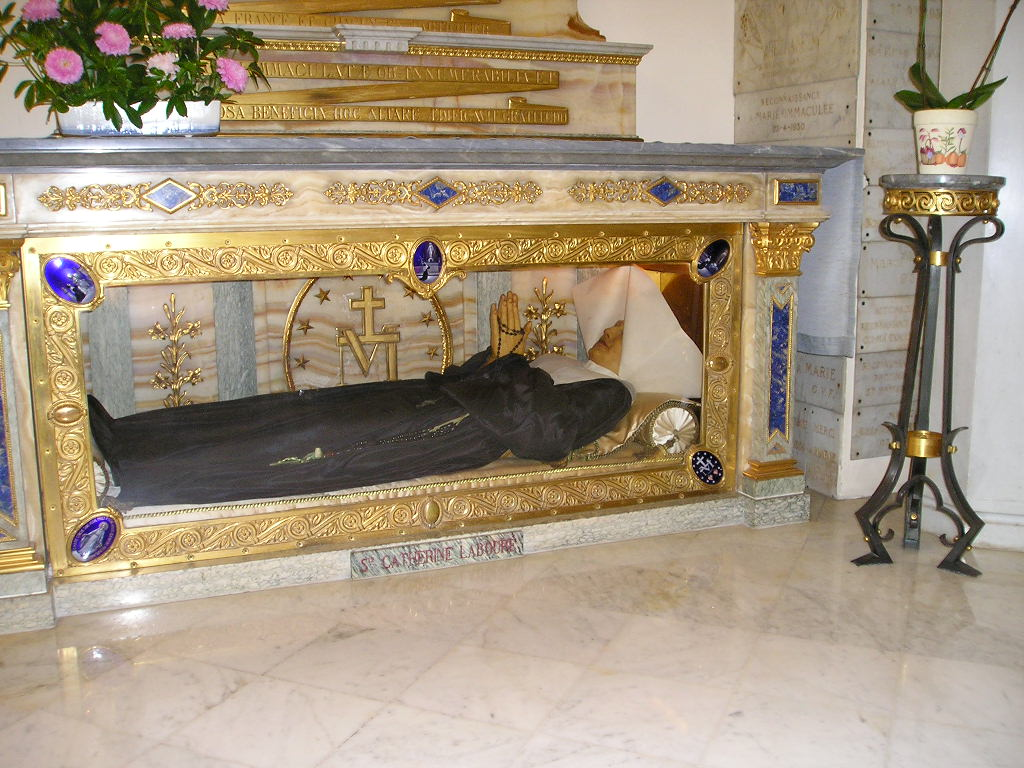
Châsse de sainte Catherine Labouré, à droite de l'autel principal.

## Notoriété et fréquentation

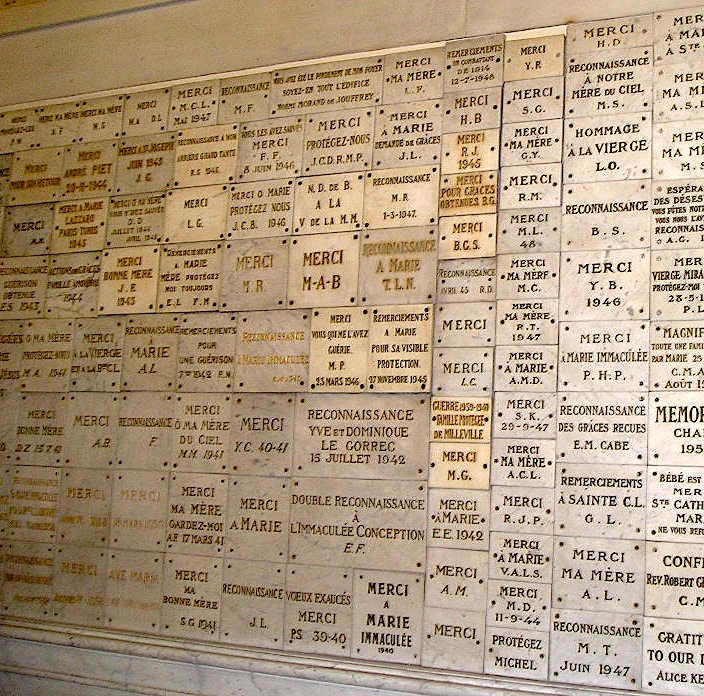
Ex-voto laissés par les pèlerins en remerciement des grâces reçues.

La chapelle est visitée par un grand nombre de touristes chaque année. On compte en moyenne entre 5 000 et 6 000 visiteurs ou pèlerins par jour, et 2 millions par an, les visiteurs venant du monde entier. Cela fait de ce lieu l'un des 10 plus visités de la capitale française,,, et le second lieu de pèlerinage en France après le sanctuaire de Lourdes.
Les dépliants sont traduits en 22 langues,.
Lors des journées de grande affluence, une retransmission en extérieur par moyens vidéos est mise en place pour permettre d'accueillir plus de public,, et plusieurs messes sont célébrées dans la journée.
L'accueil des visiteurs et l'animation spirituelle du lieu sont réalisés par les religieuses du couvent adjacent à la chapelle (couvent toujours en fonction et qui compte plus d'une centaine de religieuses), ainsi que par des bénévoles,. De nombreux groupes de pèlerins viennent du monde entier, et les gestionnaires du site organisent et planifient les visites de ces grands groupes afin d'éviter l'engorgement du site.